# Jungfrulandplanen

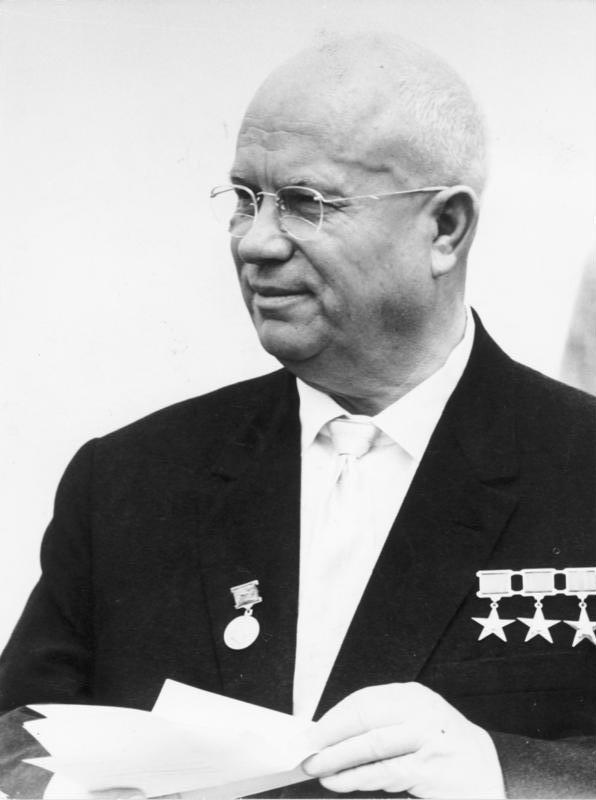
Chrusjtjov.

Jungfrulandplanen (Освое́ние целины́, Osvoenie tseliny) var Nikita Chrusjtjovs plan från 1953 för att drastiskt öka Sovjetunionens jordbruksproduktion, för att kunna lindra den svåra matbrist som plågade den sovjetiska befolkningen.
Centralkommitténs plenum träffades i september 1953 för att klargöra hur allvarlig jordbrukskrisen i Sovjetunionen var. Tidigare 1953 rosades Georgij Malenkov för sina reformer för att lösa landets jordbruksproblem, som bland annat bestod i att höja priset på upphandlingar från de kollektiva jordbruken, sänka skatter och uppmuntra till individuell jordbruksmark. Chrustjov, som var irriterad över att Malenkov fick beröm för jordbruksreformen, introducerade istället sin egen plan, som både utökade Malenkovs reformer samt föreslog att 13 miljoner hektar tidigare obrukade landområden skulle odlas 1956. Området låg på Volgas högra strand, i norra Kaukasus, västra Sibirien och norra Kazakstan. Kazakstans dåvarande partiledare, Rakmizhan Shayakhmetov, höll inte med om den potentiella avkastningen av jungfrulanden i Kazakstan, och ville inte att kazakiskt land skulle hamna under rysk kontroll. Molotov, Malenkov, Kaganovich och andra ledande partimedlemmar var kritiska till planen, och många trodde att den varken var ekonomiskt eller logistiskt genomförbar. Malenkov föredrog initiativ för att göra land som redan odlades mer produktivt, men Chrustjov insisterade på att nya odlingsmarker var det enda sättet att kraftigt öka skörden kortsiktigt.
Istället för att muta jordbrukare med pengar var Chrustjovs strategi att rekrytera arbetare till jungfruländerna att marknadsföra möjligheten som ett socialistiskt äventyr för den sovjetiska ungdomen. Under sommaren 1954 reste 300 000 Komsomolvolontärer till jungfruländerna. Efter att länderna odlats och givit en utmärkt skörd 1954 höjde Chrustjov det ursprungliga målet av 13 miljoner nya hektar land under odling till 28-39 miljoner hektar 1956. Mellan 1954 och 1958 spenderades 30,7 miljoner rubler på planen samtidigt som staten upphandlade vete värt 48,8 miljarder rubler. Mellan 1954 och 1960 ökade den totala sådda mängden land i Sovjetunionen med 46 miljoner hektar, av vilka 90% var en del av jungfrulandplanen.

## Resultat och samhällspåverkan
I allmänhet lyckades planen med att öka mängden producerat vete och lindra matbristen kortsiktigt. Den enorma skalan och den ursprungliga framgången var av historiskt slag. Det var dock stora fluktueringar i mängden producerat vete från år till år. Man lyckades aldrig överträffa rekordproduktionen från 1956, och mängden vete minskade gradvis efter 1959. Planen var därför långsiktigt misslyckad, och nådde aldrig upp till Chrustjovs ambitioner att överträffa den amerikanska veteproduktionen 1960.
Det odlades mest råg, och även korn, 1960 nådde man upp till 125 milj ton sädesslag.
Produktionen var 30-50% av landets rågbröd.
Det var även ett kulturellt massmord på nomadfolkens kultur och levnadssätt, idag säljs deras före detta allmänna hästbetesmarker ut till allmänheten i Kazakstan, köparna är i huvudsak inte nomader.
Marken användes för tillverkning av kumys (hästmjölk) av nomaderna.